# Giulio Cesare (film 1909)
Giulio Cesare è un cortometraggio del 1909 diretto da Giovanni Pastrone.